# Barbazan
Barbazan (in occitano: Barbasan) è un comune francese di 464 abitanti el dipartimento dell'Alta Garonna, regione dell'Occitania.

## Storia

### Simboli
Lo stemma è stato adottato dal comune nel 1956.
Riprende nel capo l'emblema di Comminges e quello della signoria di Barbazan; la fontana è un riferimento alle terme.

## Società

### Evoluzione demografica
Abitanti censiti